# بکتل
بکتل (به انگلیسی: Bechtel Corporation (Bechtel Group)) بزرگ‌ترین شرکت ساخت و ساز و مهندسی در ایالات متحده آمریکا است.